# ستين هانسن (لاعب كرة قدم)
ستين هانسن (بالدنماركية: Steen Hansen)‏ هو لاعب كرة قدم دنماركي، ولد في 31 مايو 1960.